# Schistidium chrysoneurum
Schistidium chrysoneurum är en bladmossart som beskrevs av Ochyra in Ochyra, Vitt och D. G. Horton 1986. Schistidium chrysoneurum ingår i släktet blommossor, och familjen Grimmiaceae. Inga underarter finns listade i Catalogue of Life.